# Liste der Kulturdenkmäler in Lanertshausen
Die folgende Liste enthält die in der Denkmaltopographie ausgewiesenen Kulturdenkmäler auf dem Gebiet des Ortsteils Lanertshausen der Gemeinde Frielendorf, Schwalm-Eder-Kreis, Hessen.
Hinweis: Die Reihenfolge der Denkmäler in dieser Liste orientiert sich an der Anschrift, alternativ ist sie auch nach der Bezeichnung oder der Bauzeit sortierbar.
Kulturdenkmäler werden fortlaufend im Denkmalverzeichnis des Landes Hessen durch das Landesamt für Denkmalpflege Hessen auf Basis des Hessischen Denkmalschutzgesetzes (HDSchG) geführt. Die Schutzwürdigkeit eines Kulturdenkmals hängt nicht von der Eintragung in das Denkmalverzeichnis des Landes Hessen oder der Veröffentlichung in der Denkmaltopographie ab.

| Bild                                 | Bezeichnung                          | Lage                                              | Beschreibung | Bauzeit                    | Daten |
| ------------------------------------ | ------------------------------------ | ------------------------------------------------- | --- | -------------------------- | ----- |
| Wohnhaus Bornstraße 3                | Wohnhaus Bornstraße 3                | Bornstraße 3 LageFlur: 2, Flurstück: 8/5          | Giebelständiges Haupthaus einer hakenförmigen Hofanlage. Zweigeschossiges Fachwerkhaus mit höhergelegtem Hauseingang und zweiseitiger Außentreppe. Rückseitig ist eine überdachte Tenne angebaut. | mittleres 19. Jahrhundert  |       |
| Hofanlage Bornstraße 5               | Hofanlage Bornstraße 5               | Bornstraße 5 LageFlur: 2, Flurstück: 10/4         | Dreiseitig umbaute Hofanlage mit seitlichem Ernhaus. | um 1800                    |       |
| Hofanlage Bornstraße 6               | Hofanlage Bornstraße 6               | Bornstraße 6 LageFlur: 2, Flurstück: 38/1         | L-förmige Hofanlage mit rückwärtigem Wohnhaus. | Mitte des 19. Jahrhunderts |       |
| Bild gesucht BW                      | Ernhaus Bornstraße 9                 | Bornstraße 9 LageFlur: 2, Flurstück: 64/18        | Ernhaus in einfachem Fachwerk. | Frühes 19. Jahrhundert     |       |
| Unterstallhaus Bornstraße 10         | Unterstallhaus Bornstraße 10         | Bornstraße 10 LageFlur: 2, Flurstück: 30 und 31/1 | Zweigeschossiges Fachwerkhaus. | 1789                       |       |
| Wohnwirtschaftsgebäude Bornstraße 11 | Wohnwirtschaftsgebäude Bornstraße 11 | Bornstraße 11 LageFlur: 2, Flurstück: 22/1        | Fachwerkhaus mit dreiteiligem Wohnteil. | Mitte des 19. Jahrhunderts |       |